# Championnats arabes juniors d'athlétisme 2010
Navigation
Édition précédente Édition suivante
Les 'Championnats arabes juniors d'athlétisme 2010 se sont déroulés au Caire, en Égypte, du 5 au 8 mai 2010. 

## Résultats

### Hommes
| Event                     | Or                                   | Or                            | Argent                                 | Argent         | Bronze                              | Bronze         |
| ------------------------- | ------------------------------------ | ----------------------------- | -------------------------------------- | -------------- | ----------------------------------- | -------------- |
| 100 mètres                | Ayman Al Jassem Irak                 | 10 s 72                       | Eid Abdullah Alkuwari Qatar            | 10 s 89        | Khalifa Abdallah Al Qattan Koweït   | 10 s 93        |
| 200 mètres                | Mohamed Jassem Mohamed Bahreïn       | 21 s 42                       | Mohamed Hassan Juma Irak               | 21 s 52        | Mohamed Sayed Abulkhair Égypte      | 21 s 55        |
| 400 mètres                | Awadh Al-Karim Soudan                | 46 s 98                       | Mohamed Sayed Abulkhair Égypte         | 47 s 19        | Mohamed Hassan Juma Irak            | 47 s 23        |
| 800 mètres                | Mohammad Al Korany Qatar             | 1 min 47 s 98                 | Mohamed Ben Al Saghir Maroc            | 1 min 48 s 13  | Ahmed Abdelkarim Farag Égypte       | 1 min 49 s 00  |
| 1 500 mètres              | Mohammad Al Korany Qatar             | 3 min 39 s 74                 | Mohamed Ben Al Saghir Maroc            | 3 min 43 s 23  | Abdelhedi Labaa Maroc               | 3 min 43 s 46  |
| 5 000 mètres              | Hicham Sakine Maroc                  | 14 min 29 s 24                | Abdelmuneim Yahya Soudan               | 14 min 31 s 60 | Adam Abdallah Haroun Soudan         | 14 min 32 s 59 |
| 10 000 mètres             | Edwin Kimurar Bahreïn                | 31 min 55 s 50                | Adam Abdallah Haroun Soudan            | 32 min 3 s 96  | Ali Jadasha Yémen                   | 33 min 9 s 39  |
| 3000 mètres steeple       | Abdallah Dacha Maroc                 | 9 min 19 s 59                 | Isaac Kembo Bahreïn                    | 9 min 20 s 20  | Abdelfattah Zaki Abdelhalim Égypte  | 9 min 20 s 51  |
| 110 mètres haies          | Nadir Ahmed Al-Khair Arabie saoudite | 14 s 08                       | Seif Sabah Khairallah Qatar            | 14 s 22        | Omar Samir Irak                     | 14 s 45        |
| 400 mètres haies          | Youssef Mohamed Karam Koweït         | 51 s 85                       | Zied Azizi Tunisie                     | 51 s 90        | Ali Ayadh Al-Ghamdi Arabie saoudite | 52 s 98        |
| Saut en hauteur           | Muataz Issa Barshim Qatar            | 2,23 m (Record arabe juniors) | Nawaf Ahmed Al Yami Arabie saoudite    | 2,14 m         | Khalid Saied Al Sairy Qatar         | 2,08 m         |
| Saut à la perche          | Sami Belrehaiem Tunisie              | 4,70 m                        | Badr Hashim Khamis Qatar               | 4,70 m         | Salah Farid El Shamaly Koweït       | 4,50 m         |
| Saut en longueur          | Marouane Mansour Tunisie             | 7,43 m                        | Hashem Nizar Al Sharaf Arabie saoudite | 7,21 m         | Faraj Salah Madid Koweït            | 7,10 m         |
| Triple saut               | Ahmed Salama Abdelhafidh Égypte      | 15,53 m                       | Abdallah Al Yuha Koweït                | 15,42 m        | Mohamed Ahmed Sarhan Égypte         | 15,08 m        |
| Lancer du poids (6 kg)    | Hishem Abdelhamid Abdelaziz Égypte   | 18,56 m                       | Khalid Ahmed Attia Égypte              | 17,74 m        | Musab Aysha Syrie                   | 17,52 m        |
| lancer du disque (1,7 kg) | Issa Al Zinkawi Koweït               | 57,30 m                       | Hamid Mansoor Syrie                    | 57,14 m        | Abdelmeneim Mohamed El Sayed Égypte | 48,03 m        |
| Lancer du marteau (6 kg)  | Alaa el-Din el-Ashry Égypte          | 75,51 m                       | Islam Ahmed Taha Égypte                | 65,30 m        | Abdelhamid Al-Nasser Koweït         | 59,43 m        |
| Lancer du javelot (800 g) | Ahmed Samir Mohamed Égypte           | 67,99 m                       | Fadl Fayez Saeed Égypte                | 64,96 m        | Mkarem Mahameed Syrie               | 64,50 m        |
| Décathlon                 | Mohamed Ahmed Al Mannai Qatar        | 7216 pts                      | Ahmed Saber Ahmed Égypte               | 6259 pts       | Bydar Dhia Hussein Irak             | 6133 pts       |
| 10 km marche              | Ahmed Hamada Kamel Égypte            | 45 min 29 s 6                 | Jaouher bel hadj rhouma Tunisie        | 46 min 10 s 9  | Amir Razak Abid Irak                | 46 min 18 s 3  |
| Relais 4 × 100 mètres     | Iraq                                 | 40 s 9                        | Arabie saoudite                        | 41 s           | Bahreïn                             | 41 s 6         |
| Relais 4×400 mètres       | Soudan                               | 3 min 11 s 48                 | Iraq                                   | 3 min 12 s 66  | Égypte                              | 3 min 16 s 66  |

### Dames
| Event                     | Or                               | Or                    | Argent                                      | Argent         | Bronze                          | Bronze         |
| ------------------------- | -------------------------------- | --------------------- | ------------------------------------------- | -------------- | ------------------------------- | -------------- |
| 100 mètres                | Asma Oussam Yusuf Mohamed Égypte | 12 s 20               | Aziza Sebty Liban                           | 12 s 40        | Eya Lakhal Tunisie              | 12 s 49        |
| 200 mètres                | Asma Oussam Yusuf Mohamed Égypte | 24 s 60               | Kolestane Mahmoud Irak                      | 24 s 67        | Ilham Salmi Maroc               | 25 s 54        |
| 400 mètres                | Kolestane Mahmoud Irak           | 54 s 35               | Ilham Salmi Maroc                           | 57 s 04        | Amna Abkar Soudan               | 58 s 33        |
| 800 mètres                | Alouia Makki Soudan              | 2 min 8 s 51          | Jamila Shaoumi Bahreïn                      | 2 min 9 s 06   | Manel Bahraoui Maroc            | 2 min 10 s 42  |
| 1 500 mètres              | Jamila Shaoumi Bahreïn           | 4 min 18 s 26         | Mariem Abdallah Mubarak Émirats arabes unis | 4 min 24 s 26  | Hanane Falouj Maroc             | 4 min 24 s 69  |
| 3 000 mètres              | Tejitu Daba Bahreïn              | 9 min 14 s 07         | Alia Mohamed Saïd Émirats arabes unis       | 9 min 27 s 46  | Hayat Alaoui Maroc              | 10 min 00 s 24 |
| 5 000 mètres              | Tejitu Daba Bahreïn              | 16 min 49 s 04        | Fatiha Asmid Maroc                          | 17 min 54 s 58 | Hayat Alaoui Maroc              | 17 min 56 s 00 |
| 3000 mètres steeple       | Mabrouka Mansouri Tunisie        | 11 min 20 s 07        | Marwa Nasri Tunisie                         | 11 min 25 s 58 | Olaa Khalifa Jordanie           | 11 min 25 s 85 |
| 100 mètres haies          | Selma Imam Abulhassan Égypte     | 14 s 68               | Olaa Sabri Sayed Égypte                     | 15 s 36        | Ahlem Oussaid Maroc             | 15 s 90        |
| 400 mètres haies          | Abir Barkaoui Tunisie            | 60 s 58               | Shaima Hisham Fouad Égypte                  | 6 2 s 30       | Tasabih Alsayed Soudan          | 62 s 60        |
| Saut en hauteur           | Basant Musaad Mohammad Égypte    | 1,76 m (Record arabe) | Donia Mani Maroc                            | 1,63 m         | Maryam Al Ansari Bahreïn        | 1,56 m         |
| Saut à la perche          | Dina Ahmed Abdelmeneim Égypte    | 3,40 m                | Rihem Shiha Syrie                           | 2,90 m         | Marina Samer Helmy Égypte       | 2,80 m         |
| Saut en longueur          | Yusra Yahya Mahmoud Égypte       | 5,89 m                | Suhaila Helmi Aljabrouni Égypte             | 5,69 m         | Jihad Bakhechi Maroc            | 5,56 m         |
| Triple saut               | Jihad Bakhechi Maroc             | 12,67 m               | Suhaila Helmi Aljabrouni Égypte             | 12,44 m        | Asmaa Mohammad Gharib Égypte    | 12,27 m        |
| Lancer du poids (4 kg)    | Fadia Saad Ibrahim Égypte        | 12,83 m               | Basant Mahmoud Mohamed Égypte               | 12,12 m        | Rim Gaïeche Tunisie             | 11,46 m        |
| lancer du disque (1 kg)   | Rim Gaïeche Tunisie              | 44,12 m               | Dhuha Mohamed Atiya Égypte                  | 42,12 m        | Fadiya Saad Ibrahim Égypte      | 39,01 m        |
| Lancer du javelot (600 g) | Nuha Abul Futooh Égypte          | 39,15 m               | Radhwa Hamdi Kamal Égypte                   | 39,06 m        | Hela Ghia Syrie                 | 32,81 m        |
| Lancer du marteau (4 kg)  | Nihel Kamel Fahmy Égypte         | 56,57 m               | Rana Ahmad Taha Égypte                      | 55,39 m        | Liza Saleh Syrie                | 40,93 m        |
| Heptathlon                | Radhwa Fathy Hares Égypte        | 4492 pts              | Wediane Mokhtar Abdelhamid Égypte           | 4414 pts       | Rania Shokri El-Kubaly Jordanie | 4272 pts       |
| 10 km marche              | Oruba Al-Ammou Syrie             | 50 min 32 s 00        | Sabrine Sellimi Tunisie                     | 53 min 34 s 06 | Basant Ramadhan Hassan Égypte   | 53 min 37 s 02 |
| Relais 4 × 100 mètres     | Égypte                           | 48 s 47               | Maroc                                       | 49 s 34        | Tunisie                         | 50 s 46        |
| Relais 4×400 mètres       | Soudan                           | 3 min 50 s 02         | Maroc                                       | 3 min 51 s 92  | Tunisie                         | 3 min 56 s 24  |

## Tableau des médailles
| Rang | Nation              | Or | Argent | Bronze | Total |
| ---- | ------------------- | -- | ------ | ------ | ----- |
| 1    | Égypte              | 16 | 14     | 10     | 40    |
| 2    | Tunisie             | 5  | 3      | 4      | 12    |
| 3    | Bahreïn             | 5  | 2      | 2      | 9     |
| 4    | Qatar               | 4  | 3      | 1      | 8     |
| 5    | Soudan              | 4  | 2      | 3      | 9     |
| 6    | Maroc               | 3  | 7      | 8      | 18    |
| 7    | Irak                | 3  | 3      | 4      | 10    |
| 8    | Koweït              | 2  | 1      | 4      | 7     |
| 9    | Syrie               | 1  | 3      | 4      | 8     |
| 10   | Arabie saoudite     | 1  | 3      | 1      | 5     |
| 10   | Émirats arabes unis | 0  | 2      | 0      | 2     |
| 12   | Liban               | 0  | 1      | 0      | 1     |
| 13   | Jordanie            | 0  | 0      | 2      | 2     |
| 14   | Yémen               | 0  | 0      | 1      | 1     |
| 15   | Algérie             | 0  | 0      | 0      | 0     |
| 15   | Libye               | 0  | 0      | 0      | 0     |
| 15   | Oman                | 0  | 0      | 0      | 0     |
| -    | Total               | 44 | 44     | 44     | 132   |